# Грушевка (Белогорский район)
Гру́шевка (до 1948 года Эфендико́й; укр. Грушівка, крымскотат. Efendiköy, Эфендикой) — исчезнувшее село в Белогорском районе Республики Крым (согласно административно-территориальному делению Украины — Автономной Республики Крым), включённое в состав Зеленогорского. Сейчас северо-восточная часть села.

## История
Первое документальное упоминание села встречается в Камеральном Описании Крыма… 1784 года, судя по которому, в последний период Крымского ханства Эффендии киой входил в Аргинский кадылык Карасубазарского каймаканства. После присоединения Крыма к России 8 февраля 1784 года, видимо, вследствие эмиграции татар в Турцию, деревня опустела и ни в Ведомости о всех селениях, в Симферопольском уезде состоящих… 1805 года, ни на карте 1817 года Эфенди-Кой не значится. Впоследствии место бывшей деревни начали заселять выходцами из России и на карте 1836 года в деревне русский Эфендикой 5 дворов, а на карте 1842 года Эфендикой русский, территориально относяцийся к Аргинской волости Симферопольского уезда, обозначен условным знаком «малая деревня», то есть, менее 5 дворов.
В 1860-х годах, после земской реформы Александра II, деревню приписали к Зуйской волости, в которой состояла до советских реформ 1920-х годов. В «Списке населённых мест Таврической губернии по сведениям 1864 года», составленном по результатам VIII ревизии 1864 года, Эфендикой — владельческая русская деревня с 8 дворами и 54 жителями при речке Сары-Су (на трёхверстовой карте Шуберта 1865—1876 года в деревне Эфенди-Кой обозначено 7 дворов). В «Памятной книге Таврической губернии 1889 года» по результатам Х ревизии 1887 года записан Эфенди-Кой с 6 дворами и 33 жителями.
После земской реформы 1890-х годов деревня осталась в составе преобразованной Зуйской волости. Согласно «…Памятной книжке Таврической губернии на 1892 год», в деревне Эфендикой, входившей в Аргинское сельское общество, было 44 жителя в 4 домохозяйствах, на 8 десятинах общинной земли. По «…Памятной книжке Таврической губернии на 1902 год» в деревне Ефендикой, входившей в Аргинское сельское общество, числилось 38 жителей в 4 домохозяйствах. По Статистическому справочнику Таврической губернии. Ч.II-я. Статистический очерк, выпуск шестой Симферопольский уезд, 1915 год, в деревне Эфендикой Зуйской волости Симферопольского уезда числилось 11 дворов с русским населением в количестве 49 человек приписных жителей, из которых 25 мужчин и 24 женщины. Жители владели 6 десятинами удобной земли. В хозяйствах имелось 46 лошадей, 7 волов, 13 коров и 10 голов мелкого скота.
После установления в Крыму Советской власти, по постановлению Крымревкома от 8 января 1921 года была упразднена волостная система и село вошло в состав вновь созданного Карасубазарского района Симферопольского уезда, а в 1922 году уезды получили название округов. 11 октября 1923 года, согласно постановлению ВЦИК, в административное деление Крымской АССР были внесены изменения, в результате которых округа ликвидировались, Карасубазарский район стал самостоятельной административной единицей и село включили в его состав. Согласно Списку населённых пунктов Крымской АССР по Всесоюзной переписи 17 декабря 1926 года, в селе Эфендикой, центре упразднённого к 1940 году Эфендикойского сельсовета Карасубазарского района, числилось 15 дворов, все крестьянские, население составляло 66 человек, из них 59 русских, 5 немцев, 2 татар, действовала русская школа. По данным всесоюзной переписи населения 1939 года в селе проживало 109 человек. В период оккупации Крыма, 17 и 18 декабря 1943 года, в ходе операций «7-го отдела главнокомандования» 17 армии вермахта против партизанских формирований, была проведена операция по заготовке продуктов с массированным применением военной силы, в результате которой село Эфендикой было сожжено и все жители вывезены в Дулаг 241.
В 1944 году, после освобождения Крыма от нацистов, 12 августа 1944 года было принято постановление № ГОКО-6372с «О переселении колхозников в районы Крыма», в исполнение которого в район завезли переселенцев: 6000 человек из Тамбовской и 2100 — Курской областей, а в начале 1950-х годов последовала вторая волна переселенцев из различных областей Украины. С 25 июня 1946 года Эфендикой в составе Крымской области РСФСР. Указом Президиума Верховного Совета РСФСР от 18 мая 1948 года, Эфендикой переименовали в Грушевку, а в 1953 году, после объединения с селом Червонное, стало Зеленогорским.

### Динамика численности населения
| - 1864 год — 54 чел. - 1889 год — 33 чел. - 1892 год — 44 чел. - 1902 год — 38 чел. | - 1915 год — 49/ чел. - 1926 год — 66 чел. - 1939 год — 109 чел. |